# Museu Nacional da Nigéria

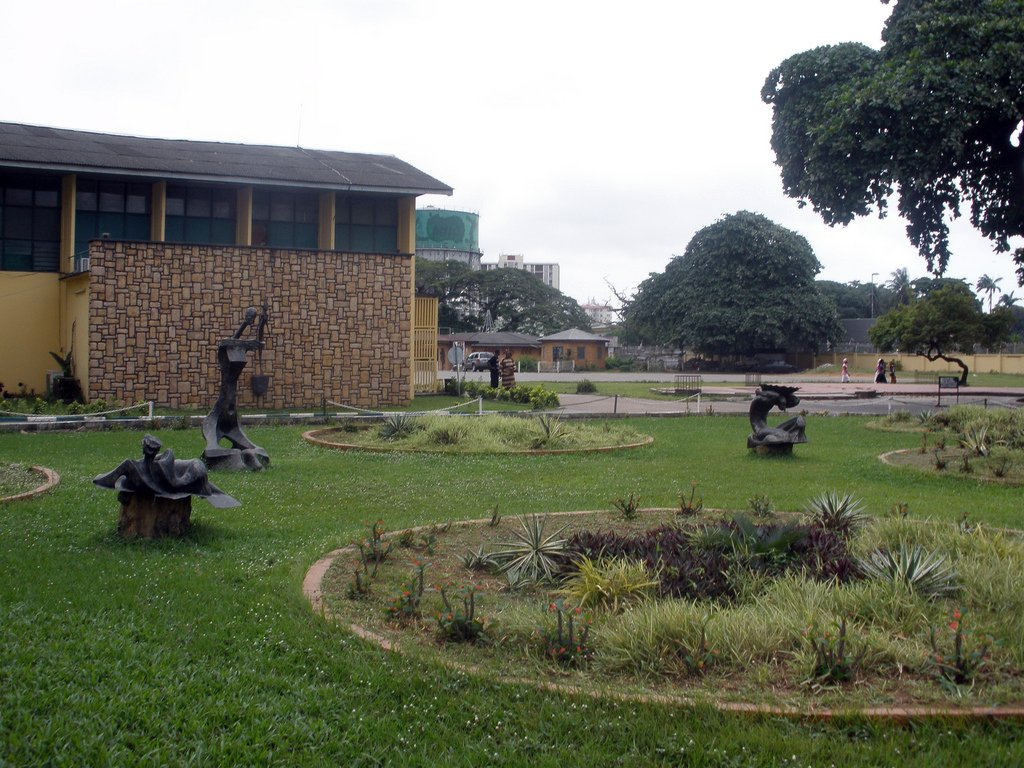
Jardim em frente ao Museu

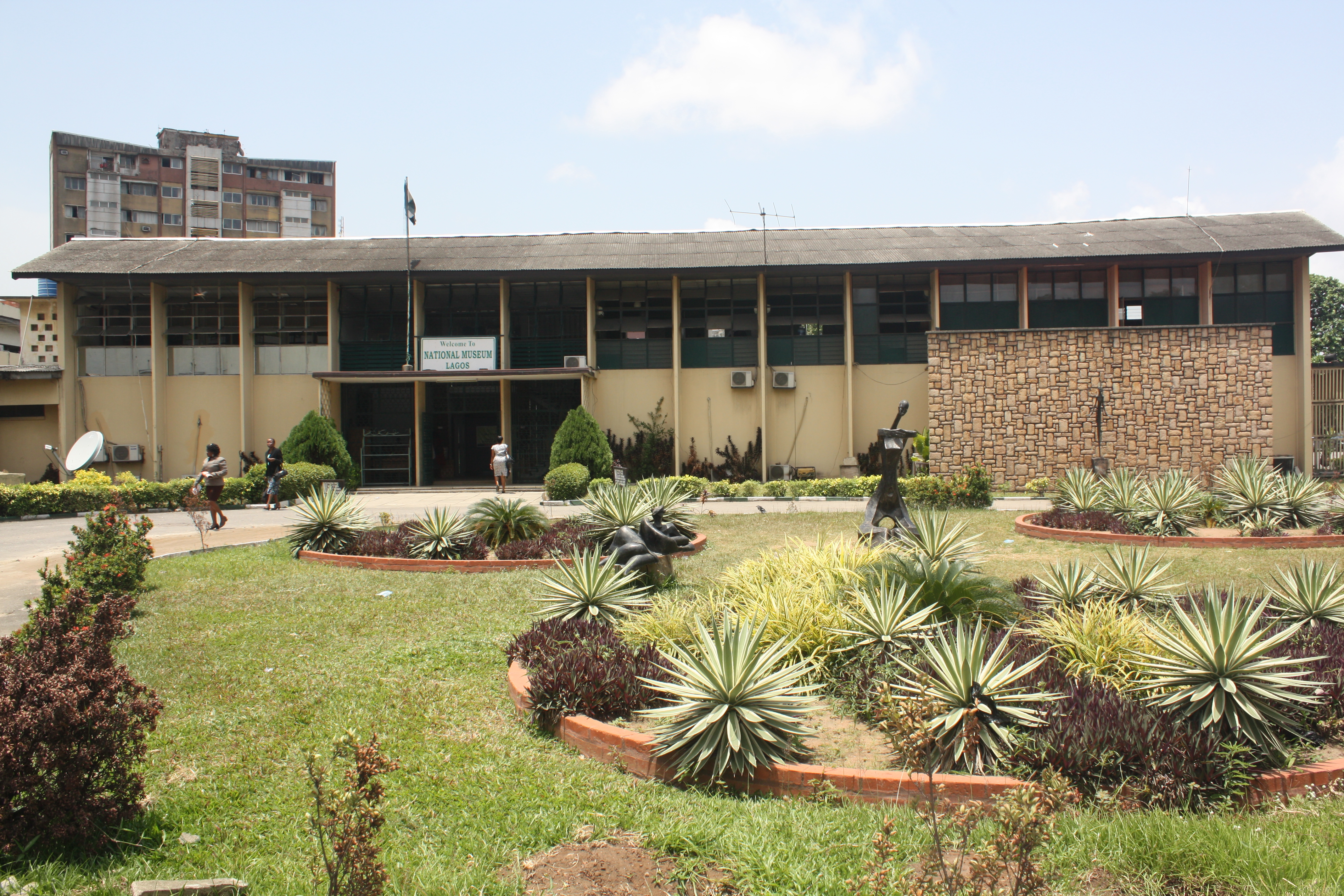
Museu Nacional da Nigéria, Lagos.

O Museu Nacional da Nigéria é um museu local na cidade de Lagos. O museu tem uma notável coleção de arte da Nigéria, incluindo peças de estatuária e esculturas e exposições arqueológicas e etnográficas.
Foi fundado em 1957 pelo arqueólogo inglês Kenneth Murray e tem educado muitos nigerianos, ingleses e turistas de outras partes do mundo sobre a história e a cultura nigeriana.  No museu também funciona um centro de artesanato sem fins lucrativos, em que se apresentam  para venda a preços fixos tecidos de batique, esculturas em madeira e tecidos. Além disso há uma grande variedade de cabaças primorosamente decoradas de toda a Nigéria.
Uma das peças mais importantes é uma cabeça humana de terracota, conhecida como Cabeça Jemaa (c. 900 a 200 aC), parte da cultura NoK. A peça recebeu esse nome em alusão à aldeia onde foi descoberta (Jema'a).  Além das galerias dedicadas ao latão da cidade de Benin, as peças de terracota NoK, outra galeria dedicada aos símbolos tradicionais de poder contém o marfim esculpido e uma ´serie real de coroas.

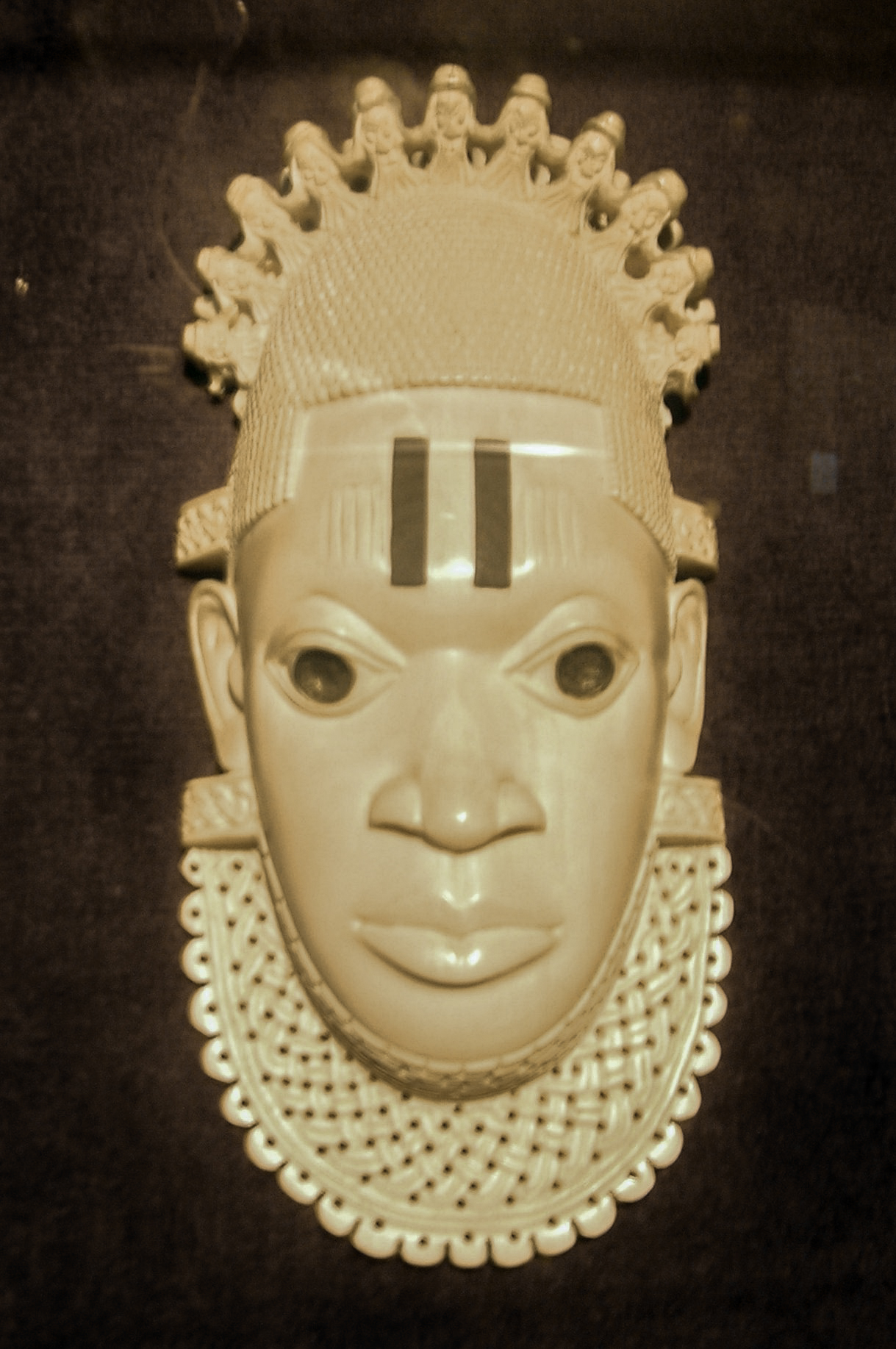
Máscara de marfim do Benin - Museu de Lagos